# 泰特冰川
泰特冰川（英語：Tait Glacier），是南極洲的冰川，位於詹姆斯羅斯島西南岸，全長約7公里，最終注入卡爾森灣，在1903年由奧托·努登舍爾德發現，以氣象觀測員命名，現時由南極條約體系管理。